# Jake Scott (Footballspieler, 1945)
Jacob E. „Jake“ Scott III (* 20. Juli 1945 in Greenwood, South Carolina; † 19. November 2020 in Atlanta, Georgia) war ein US-amerikanischer Canadian-Football- und American-Football-Spieler auf der Position des Safety und Return Specialists. Er spielte an der University of Georgia College Football und wurde im NFL Draft von 1970 in der siebten Runde von den Miami Dolphins gedraftet.
Für seine Leistungen im Super Bowl VII wurde er zum Super Bowl MVP gewählt.
Mit 35 Interceptions hält er zurzeit den Rekord bei den Miami Dolphins (Stand: November 2023).

## Footballkarriere

### College
Jake Scott spielte von 1967 bis 1968 College Football an der University of Georgia. In dieser Zeit fing er 16 Interceptions und konnte dabei 315 Interception-Return-Yards erlaufen. Damit hält er an dem College die Rekorde in den beiden Bereichen. Nach seinem zweiten College-Jahr ging er nach Kanada, um nicht zum Militärdienst antreten zu müssen.

### NFL
Scott begann seine Profikarriere im Football 1969 in der Canadian Football League (CFL) bei den BC Lions als Defensive Back und Kick Returner. Im NFL Draft von 1970 wurde er von den Miami Dolphins in der 7. Runde an 159. Stelle ausgewählt. In seiner Rookiesaison konnte er bereits fünf Interceptions fangen und erfolgreichen einen Punt zu einem Touchdown erlaufen. Im darauffolgenden Jahr konnte er sieben Interceptions fangen und führte mit 318 Punt-Return-Yards die Liga an. Durch diese Leistungen erhielt er seine erste von fünf Pro-Bowl-Nominierung und half den Dolphins den Super Bowl VI zu erreichen, den sie jedoch mit 3:24 gegen die Dallas Cowboys verloren.
Die Saison 1972 war für Scott und die Spieler der Dolphins eine besondere, da sie die erste und bis dahin einzige (Stand: August 2017) Perfect Season in der NFL erreichten, d. h., dass sie kein Spiel in dem Jahr verloren. Im folgenden Super Bowl VII wurden die Washington Redskins schwach favorisiert, obwohl die Dolphins in dieser Saison bisher alle Spiele gewonnen hatten. Jedoch gelang es den Redskins einerseits nicht das Laufspiel zu etablieren und anderseits wurde ihr Quarterback Billy Kilmer durch die Defense der Dolphins unter enormen Druck gesetzt. Das defensiv geprägte Spiel konnte Miami mit 14:7 gewinnen, wodurch es zum Super Bowl mit den wenigsten erzielten Punkten wurde. Scott, welcher in dem Spiel zwei von insgesamt drei Interceptions fing, wurde zum wertvollsten Spieler der Partie gewählt. Er war damit der erste Defensive Back und zu dem Zeitpunkt erst der zweite Spieler der Defense, der die Auszeichnung erhalten hat.
Die Saison 1973 beendeten die Dolphins mit der Verteidigung des Super Bowls Titels. Im Endspiel bezwangen sie die Vikings mit 24:7. Scott konnte dabei in dem Spiel zwei Fumbles aufnehmen, 20 Punt-Return und 47 Kickoff-Return Yards verbuchen. Mit den zwei aufgenommenen Fumbles setzte er für die Super Bowls einen neuen Rekord, der aktuell von 13 weiteren Spielern geteilt wird.
Bis 1975 spielte Scott bei den Dolphins, wobei er durch einen geschickten Vorwand zu einem der bestbezahlten Defensive Backs der damaligen Zeit wurde. Zusammen mit seinem Safety Partner Dick Anderson war er ein wichtiger Bestandteil der Defense, die als No Name Defense (Verteidigung der Namenlosen) in die Geschichte der NFL einging. Während dieser Zeit wurde Scott auch fünfmal hintereinander in den Pro Bowl gewählt. Vor der Saison 1976 hatte er mit dem Head Coach Don Shula, mit dem er sonst ein freundschaftliches Verhältnis hatte, einen heftigen Disput. Daraufhin wurde Scott im Austausch für den Safety Bryan Salter zu den Washington Redskins getradet. Für Washington spielte er noch bis 1978 und beendete danach seine Footballkarriere.

## Nach der Spielerlaufbahn
Nach seiner Footballkarriere lebte Scott von der Sportwelt abgeschieden in den Bergen von Colorado und auf Hawaii. Da es von ihm kaum Fotos gab, die ihn nach seiner Footballkarriere zeigten, dauerte es bis 2006, bis er wieder in den Fokus der Öffentlichkeit gebracht wurde. Am 19. November 2020 starb Scott im Alter von 75 Jahren in Atlanta, Georgia.

## Ehrungen
Am 18. November 2010 wurde Scott zusammen mit Bill Stanfill in den Miami Dolphins Honor Roll aufgenommen. Nach mehr als 35 Jahren wurde Scott diese Ehre zuteil, nachdem er, Shula und die Dolphins eine kontroverse Auseinandersetzung hatten, in der Scott schließlich zu den Redskins transferiert wurde und sich damit von den Dolphins abkehrte.
2011 wurde Scott in die College Football Hall of Fame gewählt.
Zum Anlass des 50. Super Bowls haben die Kommissionsmitglieder der Pro Football Hall of Fame am 28. Januar 2016 ein Jubiläums-Super Bowl Golden Team aufgestellt, das die Spieler mit den besten Leistungen im Super Bowl berücksichtigte. Scott wurde dabei zusammen mit Ronnie Lott auf der Position des Safeties gewählt.